# يوكي شيمودا
يوكي شيمودا (بالإنجليزية: Yuki Shimoda)‏ هو ممثل أمريكي، ولد في 10 أغسطس 1921 في ساكرامنتو في الولايات المتحدة، وتوفي في 21 مايو 1981 في لوس أنجلوس في الولايات المتحدة.

## أعمال

### أفلام
- (1958) العمة مامي

## وصلات خارجية
- يوكي شيمودا على موقع IMDb (الإنجليزية)
- يوكي شيمودا على موقع ألو سيني (الفرنسية)
- يوكي شيمودا على موقع أول موفي (الإنجليزية)
- يوكي شيمودا على موقع قاعدة بيانات برودواي على الإنترنت (الإنجليزية)
- يوكي شيمودا على موقع قاعدة بيانات الأفلام السويدية (السويدية)
- يوكي شيمودا على موقع قاعدة بيانات الفيلم (الإنجليزية)
- يوكي شيمودا على موقع كينوبويسك (الروسية)